# Gestreepte dunbekkanarie
De gestreepte dunbekkanarie (Crithagra hyposticta; synoniem: Serinus hypostictus) is een zangvogel uit de familie Fringillidae (vinkachtigen).

## Verspreiding en leefgebied
Deze soort telt 2 ondersoorten:
- C. h. brittoni: van zuidelijk Soedan tot westelijk Kenia.
- C. h. hyposticta: van zuidoostelijk Kenia tot noordoostelijk Zambia en Malawi.